# (6073) 1939 UB
(6073) 1939 UB là một tiểu hành tinh vành đai chính. Nó được phát hiện bởi Yrjö Väisälä ở Đại học Turku ở Turku, Phần Lan, ngày 18 tháng 10 năm 1939.